# Prisad Island
Prisad Island (englisch; bulgarisch остров Присад ostrow Prissad) ist eine in südwest-nordöstlicher Ausrichtung 640 m lange, 520 m breite und felsige Insel im Archipel der Südlichen Shetlandinseln. Sie liegt 1,44 km östlich des Kap Wallace vor der Nordküste von Low Island. Von der Limez-Halbinsel trennt sie eine 60 m breite Meerenge.
Britische Wissenschaftler kartierten sie 2009. Die bulgarische Kommission für Antarktische Geographische Namen benannte sie 2013 nach der Ortschaft Prissad im Südosten und einer gleichnamigen Ortschaft im Nordosten Bulgariens.